# مانوئل هیمر
مانوئل هیمر (انگلیسی: Manuel Hiemer؛ زادهٔ ۳ فوریهٔ ۱۹۸۵) بازیکن فوتبال اهل آلمان است.
از باشگاه‌هایی که در آن بازی کرده‌است می‌توان به باشگاه فوتبال اینگولشتات ۰۴، باشگاه فوتبال ارتسگبیرگ آئو، باشگاه فوتبال یان رگنسبورگ، و باشگاه فوتبال نورنبرگ اشاره کرد.